# Medalla commemorativa de la Travessia Aèria de la Dècada
La Medalla commemorativa de la Travessia Aèria de la Dècada (italià): Medaglia commemorativa della Crociera aerea del Decennale) era una medalla italiana, instituïda pel rei Víctor Manuel III el 13 d'agost de 1933 mitjançant el Reial Decret Nº.1748.
Va ser atorgada a aquells que van participar en la Travessia Aèria de la Dècada assumint la responsabilitat pel desenvolupament del propi deure més enllà del vol i de la tasca a bord de la nau, així com als que hagin ajudat a portar a terme la travessa.
També es va concedir a la memòria d'aquells que havien perdut la vida en la travessia.

## Disseny
Una medalla de bronze de 32mm de diàmetre. A l'anvers apareix l'efígie del rei, girat en tres quarts (en lloc del perfil habitual) mirant a la dreta amb la inscripció "VITTORIO EMANUELE III RE D'ITALIA" (Víctor Manuel III Rei d'Itàlia). A sota del coll hi ha el feix dels feixistes.
Al revers apareixen uns hidroavions S.55 X, amb la inscripció a sota "ROMA • CHICAGO • NEW- YORK • ROMA – LUGLIO-AGOSTO – 1933.A XI" (Roma • Chicago • Nova York • Roma – Juliol – Agost – 1933). A la part superior apareix la inscripció "CROCIERA AEREA DEL DECENNALE" (Travessia Aèria de la Dècada) seguint la medalla
Penja d'una cinta vermella.